# Posición de apoyo
Asumir una posición de apoyo o posición de accidente o de aterrizaje forzoso es una instrucción que puede ser dado para prepararse para un accidente, como en una aeronave; la instrucción a 'prepárese para el impacto' es a menudo dado si la aeronave tiene que hacer un aterrizaje emergencia que aterriza en tierra o agua. Algunas aerolíneas de presupuesto como EasyJet y Thomson Airways dicen a los pasajeros durante la demostración de seguridad antes del vuelo que la posición de apoyo debe ser adoptada durante un aterrizaje de emergencia al escuchar la instrucción "Apoyese, apoyese" (en inglesː Brace, brace).

## Tipos de posición de apoyo
Hay muchas maneras diferentes de adoptar la posición de refuerzo, con muchos países adoptando su propia versión basada en la investigación realizada por su propia autoridad de aviación o la de otros países. Hay puntos comunes entre todas las posiciones de refuerzo a pesar de estas variaciones

### Asiento orientado hacia adelante

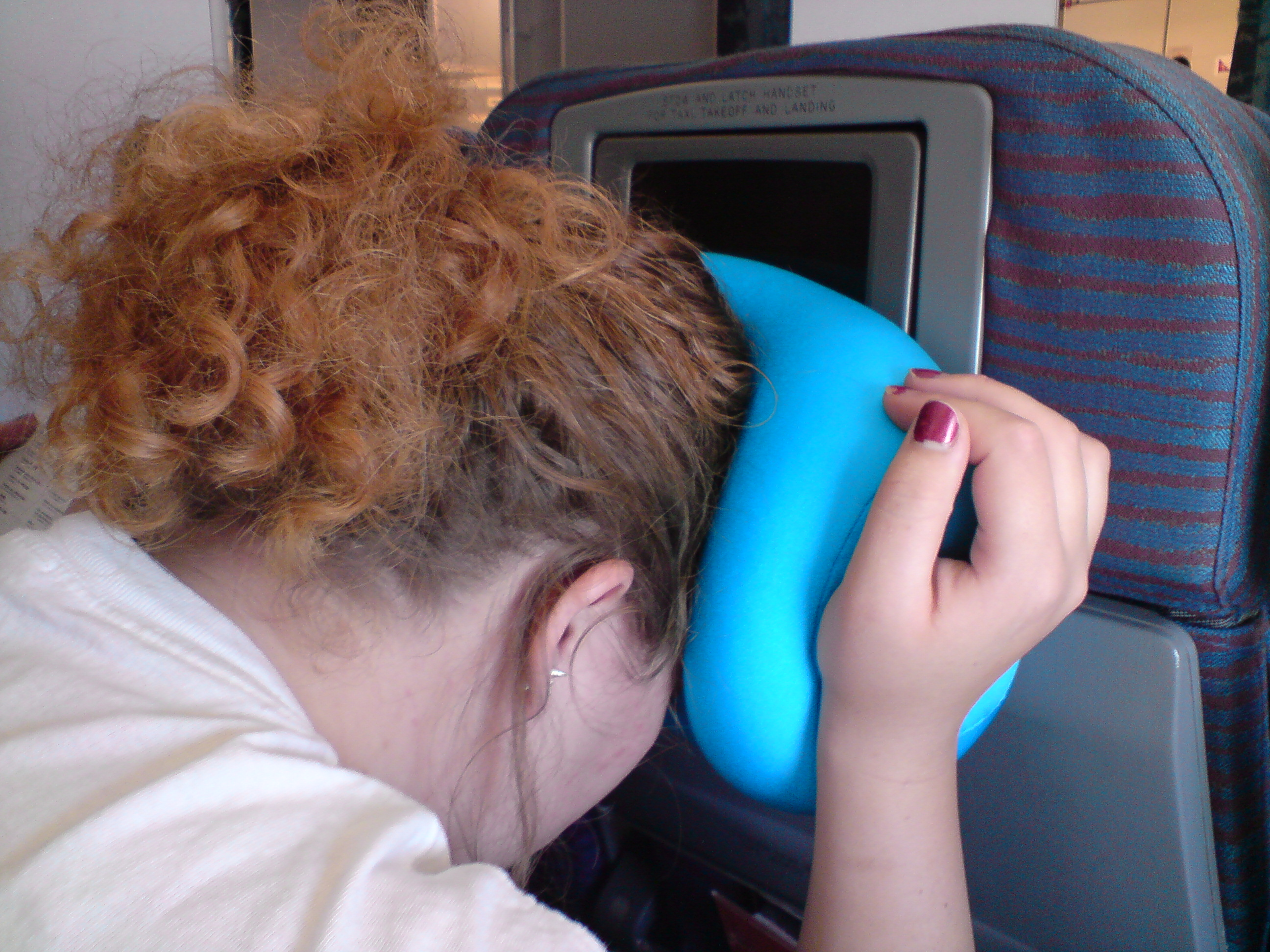
Una demostración de la posición de apoyo en un asiento de pasajero; La almohada azul es opcional.

Para un pasajero con asiento delantero que lleve sólo un cinturón de regazo, las recomendaciones comunes para la posición de apoyo incluyen:
- Poniendo la cabeza en, o lo más cerca posible de la superficie que es más probable que golpee. (Por ejemplo, el mamparo o asiento delante.)
- Tener el pasajero inclinado hasta cierto punto para evitar el efecto tijera o submarinismo (salir despedido por arriba o por debajo del asiento).
- Colocación de los pies en el piso.

## Instrucción
La representación de cómo para adoptar la posición de apoyo no es un conjunto estándar básico expresado por la Organización de Aviación Civil Internacional.

### Antes de que aterrizajes de accidente
El personal de cabina en un avión de pasajeros es integral para conseguir que los pasajeros asuman posiciones. Si el tiempo lo permite en una emergencia en desarrollo, el personal de cabina puede informar a los pasajeros sobre cómo adoptar adecuadamente la posición de apoyo. El personal de cabina también está capacitado para reconocer las situaciones de emergencia donde un impacto puede ser posible (por ejemplo, los asistentes de vuelo sienten que el despegue no va como de costumbre). Inmediatamente antes del aterrizaje de emergencia, la cabina de vuelo normalmente da una señal preajustada (como el comando "Brace for impact" (apóyense antes del impacto) o "personal de cabina y pasajeros, brace, brace (apóyense." Varias veces), con lo que la tripulación de cabina grita órdenes a los pasajeros y lo repetiten hasta que el avión haya aterrizado con seguridad en el suelo. Cada aerolínea tiene su propio mando; Ejemplos incluyenː
En inglés y en español
- "Bend over! Stay down!" - "¡Agacharse! ¡Quédate abajo!".
- "Brace for impact! Prepare for crash-landing prepare for crash-landing! Heads down! Stay down!" - "¡Prepárense para el impacto, prepárense para el aterrizaje forzoso, prepárense para el aterrizaje forzoso! ¡Cabezas abajo! ¡Quédate abajo!".
- "Brace!" (repeated until the aircraft lands.) -"¡Apóyese!" (Repetido hasta que la aeronave aterrice.)
- "Brace! Brace! Stay down!" - ¡Apóyese!,¡Apóyese!, quédate abajo!.
- "Brace Brace! Heads down grab your ankles!" - "¡Apóyese, Apóyese, las cabezas abajo, agarra tus tobillos!".
- "Brace! Brace! Heads down! Stay down!" - "Apóyese! Apóyese!, Cabezas abajo!, Quédate abajo!".
- "Get your heads down stay down!" - "¡Tenga la cabeza abajo, manténgase abajo!".
- "Heads down, grab ankles, stay down." - "Bajar la cabeza, agarrar los tobillos, quedarse abajo".
- "Heads down, feet back! Heads down, feet back!" - "¡Cabezas abajo, pies atrás!¡Cabezas abajo, pies atrás!".

La tripulación de cabina repetidamente canta las instrucciones en voz alta hasta que la aeronave llega a una parada completa o reciben una orden de "evacuación". Las órdenes anteriores difieren según si los pasajeros han sido informados sobre qué hacer cuando escuchan el comando o no. Por lo general, el comando "Brace, brace" se da sólo cuando los pasajeros han sido informados sobre el aterrizaje de emergencia. De lo contrario, el comando normalmente se refiere a las indicaciones específicas sobre cómo tomar la posición de apoyo (cabeza hacia abajo, permanecer abajo, etc.).

## Mitos
Ha habido mitos que rodean el uso del procedimiento del apoyo. Uno de ellos es que la adopción del procedimiento de apoyo es sólo útil para preservar la integridad dental para la identificación después de un accidente; Otro mito es que la posición está diseñada para aumentar la posibilidad de muerte para reducir los costos médicos pagados por el seguro. Estos mitos han sido desmentidos con evidencia de que la posición de apoyo "realmente funciona para preservar vidas en un desastre aéreo".

## Uso exitoso
En los casos en que se ha adoptado el procedimiento de apoyo, se reducen las lesiones y se ahorran vidas. En un accidente, dieciséis pasajeros estaban dormidos en un avión bimotor que estaba a punto de chocar con los árboles. Un pasajero se despertó, se preparó y fue el único sobreviviente. Cuando el vuelo 751 de Scandinavian Airlines se estrelló en 1991, todos los pasajeros a bordo sobrevivieron; Un "factor significativo" para este resultado fue la adopción universal de los pasajeros de la posición de la cinta. Durante el "Miracle on the Hudson" aterrizaje de emergencia de agua de US Airways Vuelo 1549 en 2009, el piloto advirtió "Brace for Impact" y los asistentes de vuelo corearon, "Brace! Brace! Todas las 155 personas a bordo sobrevivieron sin lesiones que amenazaran la vida.

## Lectura adicional
- HW Estructuras: Rock N, Haidar RCAA Papel 90012 modelización de Ocupante en condiciones de accidente de las aeronaves: Autoridad de Aviación Civil,  1990, ISBN 0-86039-445-X.
- Blanco BD, Firth JL, Rowles JM. "Los efectos de posición de tirante en daños sostuvo en el M1 Boeing 737/400 desastre, enero 1989". NLDB Grupo de estudio. Aviat Espacio Environ Med. 1993 Feb;64(2):103-9.
- Hawtal Grupo de Tecnología de la bacaladilla: Rock N, Haidar R, CAA Papel 95004 Un estudio de posiciones de tirante de pasajero de aeronaves para impacto: Autoridad de Aviación Civil,  1995, ISBN 0-86039-620-7.
- Brownson P, Wallace WA, Anton DJ. "Una posición de tirante de accidente modificada para pasajeros de aeronaves." Aviat Espacio Environ Med. 1998 Oct;69(10):975-8.

- Datos: Q896545